# Моя гениальная подруга
«Моя гениальная подруга» (итал. L'amica geniale; англ. My brilliant friend) — итало-американский телесериал, снятый по мотивам цикла «Неаполитанский квартет» итальянской писательницы Элены Ферранте.
Сериал «Моя гениальная подруга» был спродюсирован итальянскими компаниями Wildside, Fandango, The Apartment Pictures, Mowe, а также международными компаниями Umedia и Fremantle. Первые два эпизода сериала были показаны на 75-м Венецианском кинофестивале в 2018 году. С 2018 по 2024 год было снято 4 сезона сериала — в общей сложности 34 эпизодов.

## Сюжет
В основном действие сериала происходит в неблагополучном районе Неаполя 1950-х годов. Пожилая женщина Элена «Лену» Греко вспоминает начало своей дружбы с Раффаэллой «Лилой» Черулло. Они жили в одном дворе, ходили в одну школу, наблюдали одни драмы. По мере взросления у подруг появляются как новые общие интересы, так и расхождения.

## Персонажи
| Персонаж                                                  | Этап жизни                                | Описание             | Актёр              | Сезоны             | Сезоны             | Сезоны             | Сезоны    |           |           |
| Персонаж                                                  | Этап жизни                                | Описание             | Актёр              | 1                  | 2                  | 3                  | 4         |           |           |
| --------------------------------------------------------- | ----------------------------------------- | -------------------- | ------------------ | ------------------ | ------------------ | ------------------ | --------- | --------- | --------- |
| Главные героини                                           |                                           |                      |                    |                    |                    |                    |           |           |           |
| Элена «Лену» Греко (итал. Elena "Lenù" Greco)             | Ребёнок                                   | Подруга Лилы Черулло | Элиза Дель Дженио  | Постоянно          | Гость              |                    |           |           |           |
| Элена «Лену» Греко (итал. Elena "Lenù" Greco)             | Подросток                                 | Подруга Лилы Черулло | Маргерита Маццукко | Постоянно          | Постоянно          | Постоянно          |           |           |           |
| Элена «Лену» Греко (итал. Elena "Lenù" Greco)             | Взрослая                                  | Подруга Лилы Черулло | Альба Рорвахер     | Закадровая озвучка | Закадровая озвучка | Закадровая озвучка | Постоянно |           |           |
| Элена «Лену» Греко (итал. Elena "Lenù" Greco)             | Пожилая                                   | Подруга Лилы Черулло | Элизабетта Де Пало | Гость              |                    |                    | Камео     |           |           |
| Раффаэлла «Лила» Черулло (итал. Raffaella "Lila" Cerullo) | Ребёнок                                   | Подруга Лену Греко   | Людовика Насти     | Постоянно          | Гость              |                    |           |           |           |
| Раффаэлла «Лила» Черулло (итал. Raffaella "Lila" Cerullo) | Подросток                                 | Подруга Лену Греко   | Гайя Джираче       | Постоянно          | Постоянно          | Постоянно          | Камео     |           |           |
| Раффаэлла «Лила» Черулло (итал. Raffaella "Lila" Cerullo) | Взрослая                                  | Подруга Лену Греко   | Ирене Майорино     |                    |                    |                    | Постоянно |           |           |
| Семья Греко                                               |                                           |                      |                    |                    |                    |                    |           |           |           |
| Иммаколата Греко (итал. Immacolata Greco)                 | Иммаколата Греко (итал. Immacolata Greco) | Мать Лену            | Анна Рита Витоло   | Постоянно          | Постоянно          | Постоянно          | Постоянно |           |           |
| Витторио Греко (итал. Vittorio Greco)                     | Витторио Греко (итал. Vittorio Greco)     | Отец Лену            | Лука Галлоне       | Постоянно          | Постоянно          | Постоянно          | Постоянно |           |           |
| Элиза Греко (итал. Elisa Greco)                           | Младенец                                  | Сестра Лену          | Сара Мауриэлло     | Периодически       |                    |                    |           |           |           |
| Элиза Греко (итал. Elisa Greco)                           | Младенец                                  | Сестра Лену          | Кристина Фратикола | Периодически       | Периодически       |                    |           |           |           |
| Элиза Греко (итал. Elisa Greco)                           | Ребёнок                                   | Сестра Лену          | Гайя Бонджованни   |                    | Гость              | Периодически       |           |           |           |
| Элиза Греко (итал. Elisa Greco)                           | Подросток                                 | Сестра Лену          | Франческа Монтуори |                    |                    | Камео              |           |           |           |
| Элиза Греко (итал. Elisa Greco)                           | Взрослая                                  | Сестра Лену          | Клаудия Транкезе   |                    |                    |                    | Постоянно | Постоянно | Постоянно |

## Производство
Об экранизации «Неаполитанских романов» Элены Ферранте было объявлено в феврале 2016 года. С самого начала планировалось превратить каждую книгу серии в один сезон из восьми эпизодов.
Съёмки проходили в Италии — в областях Кампания (Неаполь, Искья, Казерта, Марчанизе) и Лацио (Гаэта).
18 ноября 2018 года начался показ сериала на американском телеканале HBO, 27 ноября — на итальянских телеканалах RAI-1 и TIMvision.
В декабре 2018 года сериал был официально продлён на новый сезон, сюжет которого будет основан на второй книге Ферранте из цикла «Неаполитанские романы».